# Kétou
Kétou es una comuna beninesa perteneciente al departamento de Plateau.
En 2013 tiene 157 352 habitantes, de los cuales 39 626 viven en el arrondissement de Kétou.
Se ubica en el cruce de las carreteras RNIE4 y RN3, unos 40 km al norte de Pobè. Su territorio abarca el tercio septentrional del departamento y es fronterizo al este con el estado nigeriano de Ogun.
Es una de las localidades más importantes en la historia de la minoría yoruba de Benín, ya que fue la capital del reino de Ketu, un reino yoruba que fue fundado en torno al siglo XV y fue conquistado por el reino de Dahomey en 1886. En 1894 el reino fue restaurado como protectorado dentro del Dahomey Francés.

## Subdivisiones
Comprende los siguientes arrondissements:
- Adakplamé
- Idigny
- Kpankou
- Kétou
- Odometa
- Okpometa